# Czernidłówka łajnowa
Czernidłówka łajnowa, czernidłak łajnowy (Coprinopsis stercorea (Fr.) Redhead, Vilgalys & Moncalvo) – gatunek grzybów należący do rodziny kruchaweczkowatych (Psathyrellaceae).

## Systematyka
Pozycja w klasyfikacji według Index Fungorum: Coprinopsis, Psathyrellaceae, Agaricales, Agaricomycetidae, Agaricomycetes, Agaricomycotina, Basidiomycota, Fungi.
Po raz pierwszy opisał go w 1838 r. Elias Fries, nadając mu nazwę Coprinus stercoreus. Późniejsze badania z zakresu filogenetyki molekularnej wykazały, że rodzaj Coprinus nie był taksonem monofiletycznym i należy go rozbić na rodzaje. Obecną nazwę nadali mu w 2001 r. Scott Alan Redhead, Rytas J. Vilgalys i Jean-Marc Moncalvo. Niektóre synonimy:
- Coprinus stercorarius f. diverticulatus Kits van Wav. 1968
- Coprinus stercorarius var. diverticulatus (Kits van Wav.) Bogart 1975
- Fungus stercorarius (L. Marchand) Kuntze 1898

W 1896 r. Franciszek Błoński nadał mu polską nazwę czernidłak łajnowy, w 1898 r. Stanisław Chełchowski zmienił ją na czernidłak nawozowy, w 2003 r. Władysław Wojewoda zaakceptował nazwę nadaną przez F. Błońskiego. W 2025 r. Komisja ds. Polskiego Nazewnictwa Grzybów Polskiego Towarzystwa Mykologicznego zarekomendowała dla rodzaju Coprinopsis nazwę czernidłówka.

## Morfologia
Kapelusz
W okresie dojrzewania ma szerokość 4–10 mm, kształt początkowo elipsoidalny do jajowatego, następnie tępo-stożkowaty, rozszerzający się do płaskiego. Brzeg u starszych okazów staje się zakrzywiony i rozdarty. Powierzchnia biała do bladoszarej, prążkowano-marszczona prawie do środka kapelusza, mączno-ziarnista, przy brzegu owłosiona, z wiekiem włoski są niepozorne.
Blaszki
Przyrośnięte, rzadkie, l = 0-2, wąskie, początkowo blade, potem coraz ciemniejsze, na koniec czarniawe.
Trzon
Wysokość 10–35 mm, grubość 0,5–1 mm, mniej więcej równy, pusty, kruchy. Powierzchnia początkowo wodnisto-biała do bladoszarej, pokryta białawymi włoskami, wkrótce rzadkimi, z wyjątkiem nasady. Brak osłony.
Cechy mikroskopowe
Bazydiospory 5,2–10,8 × 2,8–6,4 μm, Q = 1,3–2,5, elipsoidalne, wrzecionowate lub cylindryczne we wszystkich widokach, lekko ścięte, z centralną lub lekko ekscentryczną porą rostkową, wyrostek wnęki zwykle widoczny. Podstawki 10–15 × 5–7 μm, maczugowate, 4-zarodnikowe. Brachybazydiole 5–7 × 3–5 μm, maczugowate. Cheilocystydy 15–40 × 8–15 μm, zmienne, kuliste do prawie kulistych, maczugowate, elipsoidalne lub butelkowate. Pleurocystydy 15–30 × 10–15 μm, prawie kuliste do maczugowatych lub elipsoidalnych. Skórka kapelusza zbudowana ze spłaszczonych, wydłużonych strzępek do 50 × 3–5 μm. Osłona (velum universale) złożona z rozgałęzionych elementów cylindrycznych i elementów kulistych do prawie kulistych o różnym stopniu zdobienia brodawkowatego, elementy cylindryczne do 120 × 4–10 μm, elementy kuliste o średnicy 10–50 μm, elementy kłaczkowate pokrywające trzon złożone z cylindrycznych, rozgałęzionych strzępek podobnych pod względem wielkości i kształtu do tych występujących w osłonie, ale bez zdobienia. Brak sprzążek.
Gatunki podobne
Czernidłówka łajnowa jest jednym z kilku małych gatunków występujących na odchodach zwierząt. Najłatwiej rozpoznać ją w młodości, gdy nierozszerzony kapelusz jest pokryty osłoną złożoną zmącznych granulek i brzeżnych włosków. Charakterystyczny jest również nieprzyjemny, często ulotny zapach. Wraz z dojrzewaniem większość włosków kapelusza zanika, co może powodować pomylenie z czernidłówką brązowoszarą (Coprinopsis ephemeroides), która różni się posiadaniem bladożółtego środka kapelusza i cienkiego pierścienia. Na odchodach rozwija się także czernidłówka końska (Coprinopsis radiata), podobnej wielkości do czernidłówki łajnowej, ale z osłoną z watowatych, cienkich włókienek (nie granulek). Czernidłówka szarawa (Coprinopsis cinerea) ma większ kapelusze (o średnicy do 4 cm), również z osłoną z watowatych włókienek.

## Występowanie i siedlisko
Podano występowanie tego gatunku na niektórych wyspach i wszystkich kontynentach poza Antarktydą. W Polsce podano liczne stanowiska, a najnowsze podaje internetowy atlas grzybów. Znajduje się w nim na liście gatunków zagrożonych i wartych objęcia ochroną.
Saprotrof, grzyb koprofilny. Występuje w lasach iglastych i liściastych i w różnych innych miejscach na odchodach różnych gatunków zwierząt i na oborniku.